# Vastseliina (gemeente)
Vastseliina (Estisch: Vastseliina vald) was een gemeente in de Estlandse provincie Võrumaa. De gemeente telde 1937 inwoners op 1 januari 2017 en had een oppervlakte van 222,8 km². De hoofdplaats was Vastseliina.
In oktober 2017 werd de gemeente bij de gemeente Võru vald gevoegd.

## Geografie

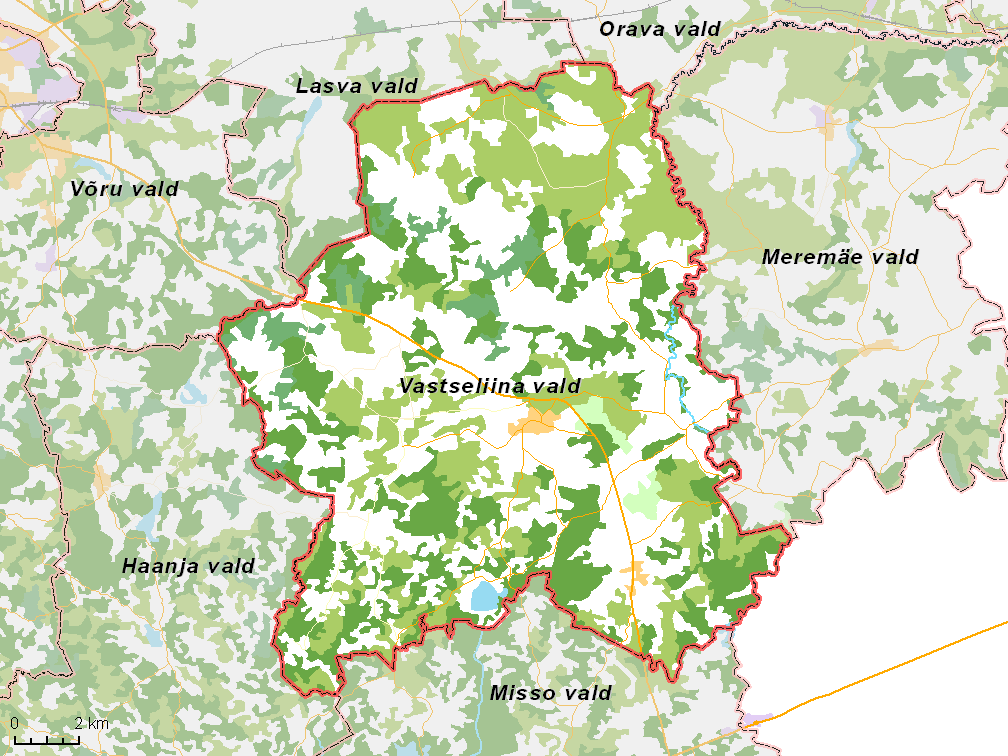
De gemeente met omliggende gemeenten, situatie begin 2017

## Plaatsen
Naast de hoofdplaats Vastseliina, die de status van vlek heeft, lagen in de gemeente 46 dorpen: Haava, Halla, Heinasoo, Hinniala, Hinsa, Holsta, Illi, Indra, Jeedasküla, Juraski, Kaagu, Käpa, Kapera, Kerepäälse, Kirikumäe, Kõo, Kornitsa, Kõrve, Külaoru, Kündja, Lindora, Loosi, Luhte, Mäe-Kõoküla, Möldri, Mutsu, Ortuma, Paloveere, Pari, Perametsa, Plessi, Puutli, Raadi, Saarde, Savioja, Sutte, Tabina, Tallikeste, Tellaste, Tsolli, Vaarkali, Vana-Saaluse, Vana-Vastseliina, Vatsa, Viitka en Voki.